# Cryptocarya gracilis
Cryptocarya gracilis är en lagerväxtart som beskrevs av Schlechter. Cryptocarya gracilis ingår i släktet Cryptocarya och familjen lagerväxter. Inga underarter finns listade i Catalogue of Life.